# Brixia atratula
Brixia atratula är en insektsart som beskrevs av Walker 1870. Brixia atratula ingår i släktet Brixia och familjen kilstritar. Inga underarter finns listade i Catalogue of Life.